# Trofeo Internacional de Natación Ciudad de Barcelona 2023
El XLIII Trofeo Internacional de Natación Ciudad de Barcelona se celebró en Barcelona entre el 17 y el 18 de mayo de 2023 bajo la organización de la Federación Catalana de Natación y el Club Natació Sant Andreu.
Las competiciones se realizaron en la Piscina Pere Serrat de la ciudad catalana.

## Resultados

### Masculino
| Evento                 | Oro                                       | Plata                                         | Bronce                                    |
| ---------------------- | ----------------------------------------- | --------------------------------------------- | ----------------------------------------- |
| 50 m libre (17.05)     | Florent Manaudou C. N. Marseille 21,88    | Szebasztián Szabó Győri Úszó S. E. 22,00      | Michael Andrew Michael Andrew S. A. 22,20 |
| 100 m libre (18.05)    | Thomas Ceccon · Italia · 48,89            | Katsuhiro Matsumoto Japón 49,04               | Dylan Carter Trinidad y Tobago 49,09      |
| 200 m libre (17.05)    | Katsuhiro Matsumoto Japón 1:46,48         | Wissam-Amazigh Yebba Dauphins du TOEC 1:47,08 | Luiz Altamir Melo · Brasil · 1:47,84      |
| 400 m libre (18.05)    | Ahmed Hafnaoui Túnez 3:47,13              | Joris Bouchaut Dauphins du TOEC 3:49,47       | Daniel Jervis Gales 3:50,95               |
| 1500 m libre (17.05)   | Ahmed Hafnaoui Túnez 15:02,85             | Daniel Jervis Gales 15:09,28                  | Henrik Christiansen · Noruega · 15:16,70  |
| 50 m espalda (18.05)   | Miroslav Knedla · República Checa · 25,15 | Shane Ryan Irlanda 25,33                      | Michele Lamberti · Italia · 25,41         |
| 100 m espalda (17.05)  | Lorenzo Mora · Italia · 54,76             | Ksawery Masiuk · Polonia · 54,79              | Thierry Bollin · Suiza · 54,97            |
| 200 m espalda (18.05)  | Lorenzo Mora · Italia · 1:59,45           | Brodie Williams Reino Unido 2:00,03           | Antoine Herlem Dauphins du TOEC 2:00,24   |
| 50 m braza (17.05)     | Michael Andrew Michael Andrew S. A. 27,36 | Nicolò Martinenghi · Italia · 27,42           | Simone Cerasuolo · Italia · 27,46         |
| 100 m braza (18.05)    | Nicolò Martinenghi · Italia · 59,98       | Jan Kałusowski · Polonia · 1:01,01            | Andrius Sidlauskas · Lituania · 1:01,30   |
| 200 m braza (17.05)    | Ippei Watanabe Japón 2:08,48              | David Wiekiera · Polonia · 2:12,14            | Lucien Vergnes Dauphins du TOEC 2:12,27   |
| 50 m mariposa (18.05)  | Szebasztián Szabó Győri Úszó S. E. 23,33  | Abdelrahman Elaraby · Egipto · 23,39          | Nicholas Lia · Noruega · 23,58            |
| 100 m mariposa (17.05) | Noè Ponti · Suiza · 51,71                 | Mario Mollà C. N. Terrassa 52,48              | Adrian Jaskiewicz · Polonia · 52,52       |
| 200 m mariposa (18.05) | Krzysztof Chmielewski · Polonia · 1:56,26 | Arbidel González · España · 1:56,75           | Noè Ponti · Suiza · 1:56,78               |
| 200 m estilos (18.05)  | So Ogata Japón 1:58,09                    | Tomoyuki Matsushita Japón 1:58,49             | Finlay Knox · Canadá · 1:59,12            |
| 400 m estilos (17.05)  | Tomoyuki Matsushita Japón 4:12,42         | Riku Yamaguchi Japón 4:12,43                  | Tomoru Honda Japón 4:16,15                |

### Femenino
| Evento                 | Oro                                       | Plata                                       | Bronce                                      |
| ---------------------- | ----------------------------------------- | ------------------------------------------- | ------------------------------------------- |
| 50 m libre (18.05)     | Siobhan Haughey Hong Kong 24,67           | Marrit Steenbergen · Países Bajos · 24,86   | Anna Hopkin Reino Unido 24,96               |
| 100 m libre (17.05)    | Siobhan Haughey Hong Kong 52,50           | Marrit Steenbergen · Países Bajos · 53,45   | Cate Campbell Chandler S. C. 54,07          |
| 200 m libre (18.05)    | Siobhan Haughey Hong Kong 1:55,56         | Marrit Steenbergen · Países Bajos · 1:56,10 | Ella Jansen · Canadá · 1:58,09              |
| 400 m libre (17.05)    | Ella Jansen · Canadá · 4:08,28            | Valentine Dumont C. E. Mediterrani 4:08,81  | Boglárka Kapás · Hungría · 4:10,20          |
| 1500 m libre (18.05)   | Beatriz Dizotti · Brasil · 16:10,37       | Agostina Hein Argentina 16:14,19            | Ángela Martínez · España · 16:18,78         |
| 50 m espalda (17.05)   | Ingrid Wilm · Canadá · 27,76              | Danielle Hill Irlanda 27,83                 | Adela Piskorska · Polonia · 27,98           |
| 100 m espalda (18.05)  | Ingrid Wilm · Canadá · 1:00,02            | Adela Piskorska · Polonia · 1:00,50         | Hanna Rosvall Helsingborgs S. S. 1:00,66    |
| 200 m espalda (25.05)  | Laura Bernat · Polonia · 2:09,86          | África Zamorano C. N. Sant Andreu 2:10,16   | Alexia Assunção SESI São Paulo 2:13,42      |
| 50 m braza (18.05)     | Lara van Niekerk Pretoria A. C. 30,21     | Rūta Meilutytė · Lituania · 30,40           | Imogen Clark Derventio Excel 30,42          |
| 100 m braza (17.05)    | Lydia Jacoby Seward Tsunami S. C. 1:05,84 | Martina Carraro · Italia · 1:06,87          | Lara van Niekerk Pretoria A. C. 1:07,08     |
| 200 m braza (18.05)    | Lydia Jacoby Seward Tsunami S. C. 2:24,03 | Thea Blomsterberg Dinamarca 2:24,50         | Ana Blažević · Croacia · 2:26,58            |
| 50 m mariposa (17.05)  | Mélanie Henique C. N. Marseille 25,67     | Rikako Ikee Japón 25,77                     | Maaike de Waard · Países Bajos · 25,88      |
| 100 m mariposa (18.05) | Louise Hansson Helsingborgs S. S. 57,52   | Margaret MacNeil · Canadá · 57,83           | Katerine Savard · Canadá · 58,77            |
| 200 m mariposa (17.05) | Lana Pudar Bosnia y Herzegovina 2:08,36   | Airi Mitsui Japón 2:08,82                   | Helena Bach Dinamarca 2:09,41               |
| 200 m estilos (17.05)  | Anastasia Gorbenko Israel 2:09,47         | Mary-Sophie Harvey · Canadá · 2:10,63       | Marrit Steenbergen · Países Bajos · 2:10,78 |
| 400 m estilos (18.05)  | Mio Narita Japón 4:39,22                  | Anastasia Gorbenko Israel 4:40,76           | Boglárka Kapás · Hungría · 4:40,97          |